# Irina Rish
Irina Rish est une chercheuse d'origine ouzbèque, spécialiste de l'intelligence artificielle et professeure à l'Université de Montréal.

## Biographie

### Jeunesse et formation
Irina Rish est née à Samarcande, en Ouzbékistan (à l'époque en Union Soviétique).
Depuis très jeune, elle baigne dans les sciences : son père Georg est professeur de mathématiques à l'Université d'État de Samarcande et sa mère, Lioubov, dans un lycée. Ses frères Ilya et Dimitri sont respectivement chimiste et mathématicien. C'est son frère Dimitri qui l'a initiée aux mathématiques et à la programmation. À l'âge de 14 ans, elle tombe à la bibliothèque sur le livre Can machines think ? qui éveillera son intérêt pour l'intelligence artificielle,. Après un baccalauréat et une maîtrise en mathématiques appliquées à l’Institut Goubkine de Moscou, elle effectue une maîtrise et un doctorat en informatique en se spécialisant en intelligence artificielle à l’Université de Californie à Irvine,.

## Carrière
Après ses études, Irina Rish rejoint IBM en 1999 et passe près de 20 ans de carrière au centre de recherche Thomas J. Watson à New York. Ses travaux y portent sur la neuroscience et l'intelligence artificielle.
En 2019, elle rejoint le corps professoral du Département d'informatique et de recherche opérationnelle à l'Université de Montréal et devient membre du MILA, l'Institut québécois d'intelligence artificielle,. Elle est titulaire de la Chaire d’excellence en recherche du Canada en intelligence artificielle autonome depuis 2020. L'objectif principal de ses travaux, qui demeurent au croisement de l'apprentissage automatique et des neurosciences, est de développer des capacités d'intelligence artificielle analogues à celles des humains, tels que l'apprentissage continu, la résolution de problèmes, la capacité d'adaptation et la capacité de généralisation.

### Principales réalisations et contributions
Irina Rish détient 64 brevets, est autrice de nombreux articles de recherche et de plusieurs chapitres de livres. Elle a également co-écrit un livre sur la modélisation éparse, un domaine de l'apprentissage automatique statistique.

## Œuvre

### Livres
- (anglais) Irina Rish, Sparse Modeling, Boca Raton, FL : CRC Press, 2014, 250 p. (9781439828694)

## Prix et distinctions
Irina Rish a remporté plusieurs prix d'entreprise pour l'excellence et l'innovation de son travail lors de son emploi chez IBM,. En 2023, elle obtient le Prix INCITE octroyant du temps sur un superordinateur pour un projet de recherche,.